# Кваренги, Джакомо
Джа́комо Анто́нио Доме́нико Кваре́нги, в старом написании Гваренги (итал. Giacomo Antonio Domenico Quarenghi; 20 сентября 1744, Бергамо — 18 февраля (2 марта) 1817, Санкт-Петербург) — архитектор, рисовальщик, акварелист и ведутист итальянского происхождения, едва ли не самый плодовитый представитель палладианства в русской архитектуре. Почётный вольный общник Императорской Академии художеств.

## Биография

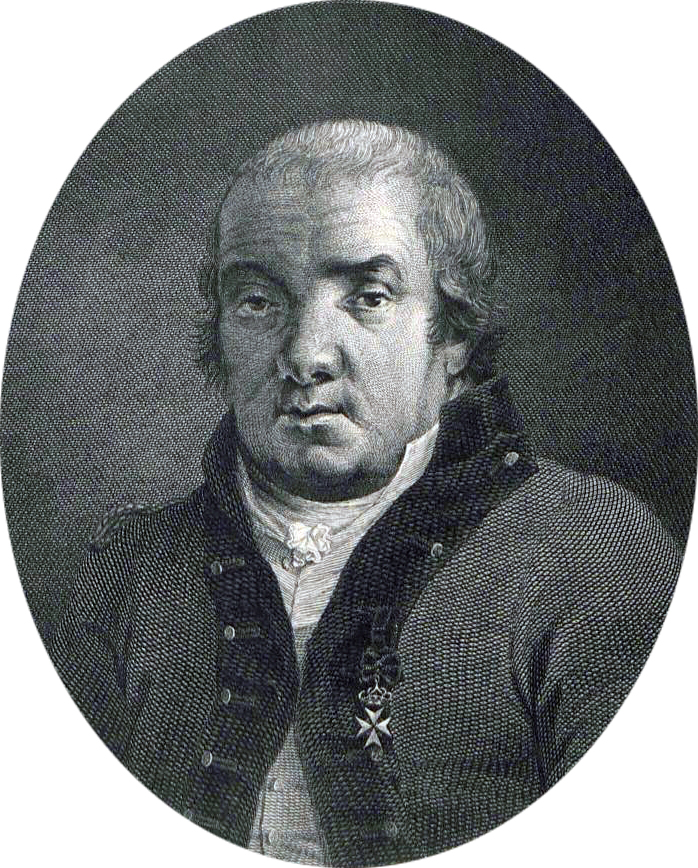
Джакомо Кваренги

Джакомо Кваренги родился в селении Рота-Фуори близ города Бергамо на севере Италии, в Ломбардии (Северная Италия), крае, который издавна славился умелыми каменщиками и строителями.
В 1763 году Кваренги уехал в Рим, где учился живописи в мастерской Антона Рафаэля Менгса, затем у Стефано Поцци и архитектуре у Паоло Пози, дружил с будущим архитектором Винченцо Бренной. В Риме Кваренги слушал лекции по теории пропорций Антуана Деризе. Под влиянием последнего и гравюр Дж. Б. Пиранези молодой Кваренги увлёкся классической архитектурой. В Риме Кваренги познакомился с трактатом Андреа Палладио «Четыре книги об архитектуре», и это событие определило всю его дальнейшую творческую биографию. Под влиянием книги начал путешествовать по Европе, изучая архитектуру.
Построил манеж в Монако и столовую залу в доме эрцгерцогини Моденской в Вене.
Кваренги много путешествовал по Северной и Южной Италии, ему были известны постройки другого палладианца из Виченцы — Оттоне Кальдерари (1730—1803). В Италии, а затем и в России Кваренги часто копировал чертежи других архитекторов-классицистов: французов Шарля де Вайи, Клода-Николя Леду, также поклонника Палладио, Этьенна-Луи Булле, Жака Гондуэна, английского классициста Роберта Адама.
В 1769 году Кваренги получил заказ на перестройку интерьера средневековой церкви Санта Сколастика (Святой Схоластики) в городе Субиако близ Рима. Строительство велось в 1770—1773 годах. Интерьер этой церкви «является одним из первых и самых ценных примеров неоклассицизма… единственным в Лациуме».
В 1771 году Кваренги посетил Виченцу, где находятся основные постройки Палладио, встречался там с Оттавио Бертотти-Скамоцци (1719—1790), поклонником Палладио, опубликовавшим в 1776—1783 годах собрание подлинных чертежей выдающегося архитектора.
В Венеции Кваренги подружился с Томмазо Теманца, автором жизнеописания Палладио, опубликованного в 1762 году. Итальянский палладианец также копировал чертежи английских архитекторов-палладианцев А. Джонса, Дж. Уэбба по изданию «Британский Витрувий», осуществлённому лордом Р. Б. Бёрлингтоном в 1717—1725 годах в 3 томах.
Кваренги был неудовлетворен вкусами, которые господствовали в архитектуре современной ему Италии («пережитки барочной пышности»), об этом он писал в письмах Иоганну Фридриху Райффенштайну (1719—1793), знатоку римских древностей, другу Й. И. Винкельмана.
Затем Кваренги вернулся в Бергамо, где в 1775 году женился на Марии Фортунате Маццолени: этот брак оказался очень счастливым и увенчался в 1776 году рождением четырнадцати детей, в том числе старшей дочери Теодолинды и Джулио, будущего архитектора.
В 1779 году Кваренги вернулся в Рим, где состоялось его знакомство с Фридрихом Гриммом. Барон Гримм приехал в Италию по поручению императрицы Екатерины II: найти зодчих для работы в России. По рекомендации Райффенштайна, бывшего также «художественным агентом» Екатерины II в Риме, с Кваренги был заключен контракт на работу в России (вначале на 3 года), где архитектор проработал 37 лет вплоть до смерти.
В октябре 1779 года Кваренги с женой через Венецию и Чёрное море отправился в Крым, а оттуда в Петербург. Будучи 35 лет от роду, в отличие от других итальянцев в России, с большим опытом работы в январе 1780 года Кваренги прибыл в Санкт-Петербург в качестве «архитектора двора её величества».
Направляясь в Россию, Кваренги вез с собой два первых тома чертежей А. Палладио, изданных в Венеции О. Бертотти-Скамоцци (позднее, вероятно, выписывал и последующие издания). Перед выездом архитектор и его супруга М. Маццолени заручились у нотариуса документом, удостоверяющим знатность их рода. Род Кваренги известен в Бергамо с XII в. В то время для устройства на работу в России знатность рода была особенно важна. При императоре Павле I (1796—1801), сделавшим себя гроссмейстером Мальтийского ордена, католик Кваренги 19 июля 1800 года был также посвящен в кавалеры ордена. Император предложил ему должность орденского архитектора (один из предков Кваренги в XVI в. уже состоял в ордене иоаннитов). В Российском государственном архиве в Петербурге хранится герб семьи Кваренги, нарисованный архитектором и заверенный неаполитанским послом. В 1799 году дворец графа М. И. Воронцова, возведённый по проекту Ф. Б. Растрелли (1749—1757), отвели под резиденцию Мальтийского ордена. Архитектор Кваренги спроектировал и пристроил к дворцу Мальтийскую капеллу.
В первое десятилетие своего пребывания в России он построил Английский дворец в Петергофе (1780—1787), павильон в Царском Селе (1782). В Санкт-Петербурге Кваренги построил здания Эрмитажного театра (1783—1787), Академии наук (1783—1785), Ассигнационного банка (1783—1789), Иностранной коллегии. Он выполнил также ряд заказов высокопоставленных вельмож, среди которых выделяется летний дворец графа Безбородко в Санкт-Петербурге.

При Павле I Кваренги построил в Царском Селе Александровский дворец (1792—1796). В это же время спроектирован дворец графа Завадовского в Ляличах. 

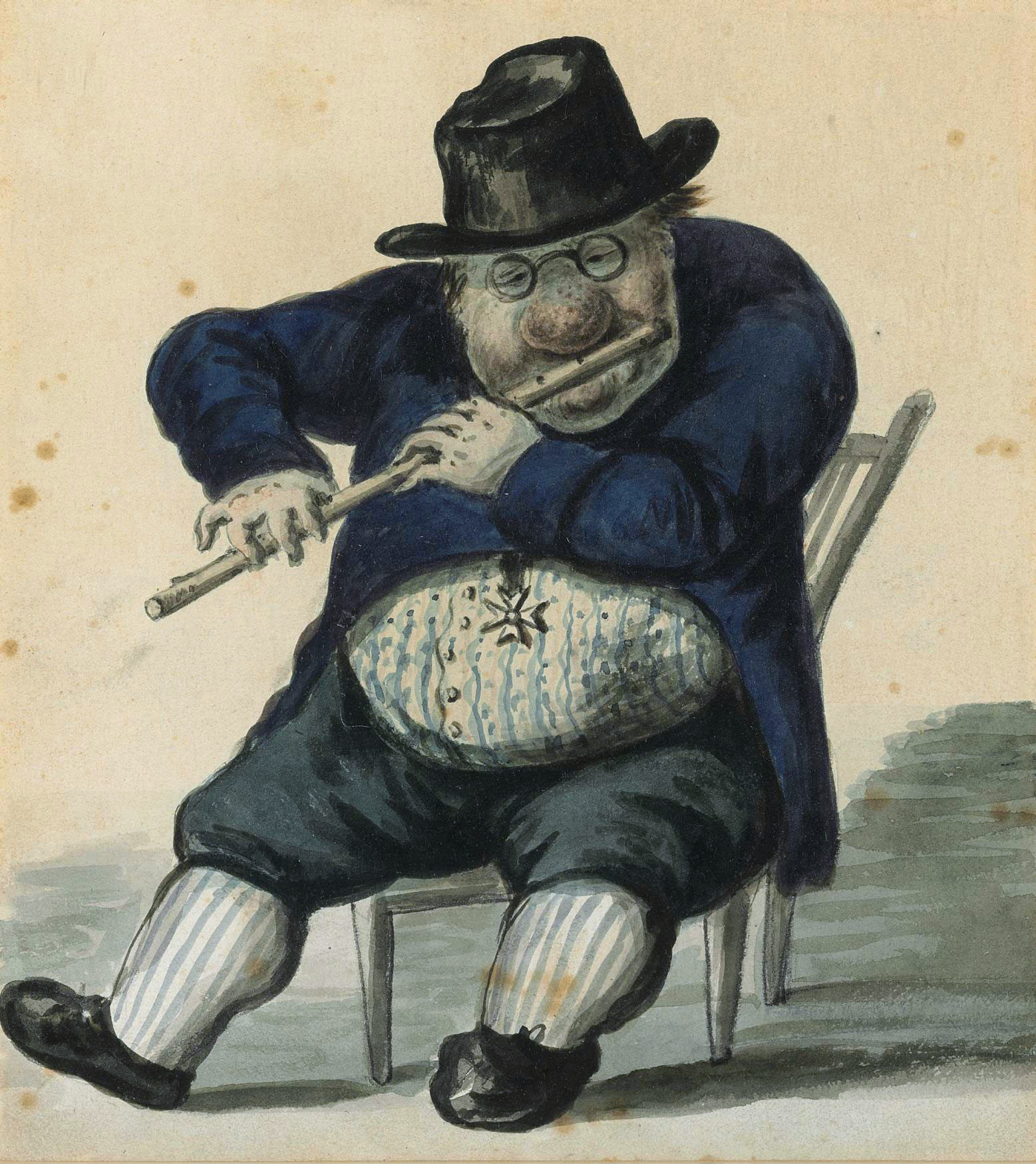
«Старик Гваренги часто ходил пешком, и всяк знал его, ибо он был замечателен по огромной синеватой луковице, которую природа вместо носа приклеила к его лицу» (Ф. Вигель)

В первом десятилетии XIX века по проектам Кваренги в Санкт-Петербурге построены Конногвардейский манеж (1800—1807), здание Императорского кабинета (1803—1806), Мариинская больница для бедных (1803—1805), здания Екатерининского института благородных девиц (1804—1807) и Смольного института благородных девиц (1806—1808).
В конце 1810 года Кваренги в последний раз выехал из Санкт-Петербурга в Бергамо. В родном городе ему была устроена торжественная встреча. Но уже в 1811 году Кваренги поспешил вернуться в Россию. В связи с подготовкой похода наполеоновской армии в Россию итальянцам, состоявшим на русской службе, было приказано вернуться в Италию; однако Кваренги отказался выполнить этот приказ и был заочно приговорён к смертной казни с конфискацией имущества. К последним годам творчества мастера относится постройка временных деревянных триумфальных ворот за Нарвской заставой в честь победы над Наполеоном.
Д. Кваренги скончался 2 марта 1817 года в Петербурге. Был похоронен на католическом участке Волкова кладбища, где его могила долгое время считалась утерянной. В 1960-е годы было объявлено об обнаружении могилы Кваренги, после чего его прах был в 1967 году перезахоронен в Александро-Невской лавре на Лазаревском кладбище — Некрополе XVIII века.

## Творческий метод и стиль
Попав в Петербург, Кваренги оказался в сложной ситуации. Российская столица представляла собой в архитектурном отношении весьма противоречивое целое. Следы регулярной планировки, сохранившиеся от петровского и аннинского периодов (трёхлучевая система центра города), сочеталась с хаотичностью застройки и пышными барочно-рокайльными фасадами дворцов, возведённых Растрелли в середине XVIII в. За пышными фасадами и курдонерами на французский манер царил полный хаос. Кваренги сумел перенести архитектуру загородных италийских вилл (лат. Villa suburbana), разработанную Палладио, в городскую застройку. Несмотря на возникавшие сложности, Кваренги умел преломлять свое классицистическое, даже пуристское понимание архитектуры через барочные ощущения. Он смело включал собственные постройки в сложившуюся до него барочно-живописную среду российской столицы. Так, например, здание Ассигнационного банка (1783—1790) строго симметричной палладианской композиции Кваренги мастерски вписал в асимметричное пространство между Садовой улицей и изгибом Екатерининского канала (полуциркульные открытые колоннады были позднее изменены). Кваренги, в отношении планировочной традиции, как и Палладио, был истинным римлянином, но способным в случае необходимости совмещать оба композиционных принципа: симметричный и асимметричный, живописный.
Используя опыт английских палладианцев (У. Кента, К. Кэмпбелла, Р. Морриса, И. Вэра, Дж. Ванбру) и архитекторов французской Академии архитектуры, Кваренги сумел сплавить воедино типичную композицию италийской виллы, разработанную Палладио, и французского отеля (городского особняка) с треугольным фронтоном и двором-курдонером. Кваренги, в отличие от парижских академиков и английских палладианцев, удалось создать собственный вариант неоклассической архитектуры, вошедшей в петербургский стиль екатерининского классицизма второй половины XVIII в. Вичентистские последователи Палладио перенимали у своего великого учителя лишь отдельные приемы компоновки фасадов с помощью ордерных элементов. Композиции классицистических флорентийских фасадов плоскостны. Кваренги, обращаясь через Палладио непосредственно к античным образцам, создавал «блокообразные» и пространственные композиции.
Внешне постройки Кваренги в Петербурге однообразны, это объясняется тем, что в своих проектах зодчий из Бергамо неукоснительно следовал им же сформулированным принципам классицистической архитектуры:
- зрительная цельность и замкнутость композиции;
- выделение центрального портика наружной лестницей, колоннадой и треугольным фронтоном;
- простота, лаконичность и ясность пропорций «по Палладио» (в отношениях простых целых чисел).

Современник Кваренги русский поэт Г. Р. Державин несколько иронично отмечал особенность зданий русского классицизма, созданную прежде других Кваренги, — портик с треугольным фронтоном в центре главного фасада, подчеркивая, что такие здания имеют «храмоподобный вид». В своей первой постройке по приезде в Россию — «Английском дворце» в юго-западной части Петергофа (уничтожен фашистами в 1941 г.), загородном особняке императрицы Екатерины II — Кваренги практически полностью повторил композицию А. Палладио — виллу Мочениго на реке Брента (между Падуей и Венецианской лагуной, в прорисовке О. Бертотти-Скамоцци). В центре здания — восьмиколонный портик с треугольным фронтоном и ведущая к нему широкая лестница. Ещё один характерный прием, часто повторяющийся у Кваренги, — подъём колоннады на высокий цоколь или арочный бельэтаж. Этот приём встречается не у самого Палладио, а у В. Скамоцци.
Некоторые здания той же схемы построенные Кваренги в Петербурге схожи с творениями английских палладианцев. Кваренги использовал открытые протяженные колоннады, почти не встречающиеся в проектах Палладио, например, в усадьбе графа А. А. Безбородко в Петербурге (1783). Палладио чаще включал в свои композиции закрытые колоннады типа лоджий, восходящие к традиционным для сельской Италии навесам на столбах. Во Франции полуциркульные галереи применены, в частности, во внутреннем дворе Отеля Субиз в Париже (1705—1709), но там они также закрытые. Тем не менее Кваренги называл «прозрачные» колоннады «alla francese» (итал., «на французский лад»). Именно они со временем стали типичными для русской усадебной архитектуры.
Совершенно оригинальна композиция здания Эрмитажного театра (1783—1787) для придворных спектаклей, прототипом которого был выбран древнегреческий театрон (не без участия императрицы). Кваренги ранее изучал античные театры, а для гравированного издания 1787 г., посвящённого Эрмитажному театру в Петербурге он специально выполнил чертеж римского театра и обмерный чертеж театра Олимпико в Виченце (проект Палладио, строительство В. Скамоцци, 1552—1616). В интерьере театра Кваренги использовал колонны коринфского ордера, облицованные искусственным мрамором, ниши со статуями Аполлона и девяти муз, круглыми медальонами с профильными портретами знаменитых поэтов и композиторов. На сцене театра шли многие оперные, балетные и драматические постановки, в том числе пьесы, написанные императрицей. По объяснению самого Кваренги, он строил Эрмитажный театр по непосредственным впечатлениям от античного театра в Помпеях. Сценические маски на коринфских капителях интерьера театра сделал, «следуя образцам виденных в Риме и, главным образом, найденных мною в раскопках театра Помпеи».
Мотив свободно стоящей колоннады Кваренги удачно развил в здании Кабинета Аничкова дворца в Санкт-Петербурге, довольно необычно совместив ионические капители с дорическим антаблементом. Композиция Александровского дворца (для будущего императора Александра I) в Царском Селе (1792—1796) вообще не имеет прямых прототипов, ни в античности, ни у Палладио. Два ризалита «стянуты», обращенной к водоему протяженной двойной колоннадой коринфского ордера, сквозь которую «просвечивает» внутренний двор, что-то среднее между римским атриумом и французским курдонером. В иных постройках Кваренги почти в точности копирует Виллу Ротонда (Альмерико-Капра) Палладио. Творчество Дж. Кваренги в России уникально, оно не повторяет произведения других выдающихся зодчих екатерининского классицизма: А. Ринальди, Ж.-Б. Валлен-Деламота, Ч. Камерона, Н. А. Львова, М. Ю. Фельтена, оно также отлично от творений итальянских, французских и английских палладианцев.
Важная часть наследия Кваренги — его графика. Кваренги — выдающийся рисовальщик. Он много рисовал с натуры: памятники древнерусской архитектуры, произведения его коллег, портреты, шаржи. Его архитектурная, в том числе проектная графика, отличается живой, беглой манерой. Свои постройки он любил изображать пером и кистью, акварелью и тушью, в пейзажной среде, пронизанной светом, населенной человеческими фигурами. Особый интерес представляет сравнение манер двух выдающихся архитектурных графиков: Дж. Кваренги и Ч. Камерона.

## Реализованные проекты

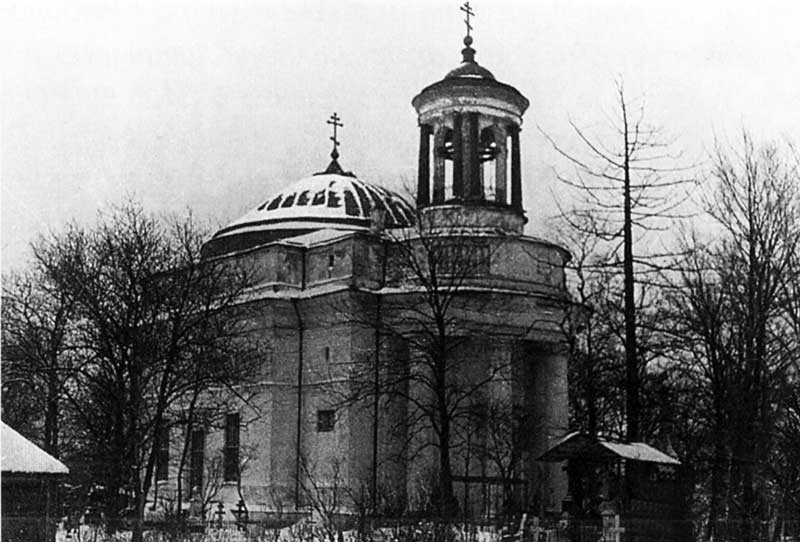
Благовещенская церковь (Царское Село)

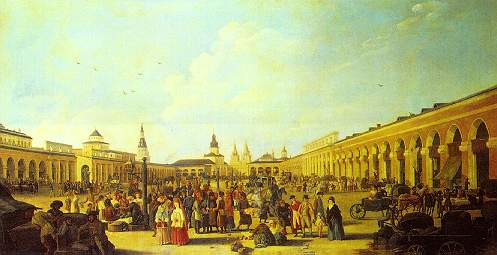
Перестроенная Кваренги Красная площадь

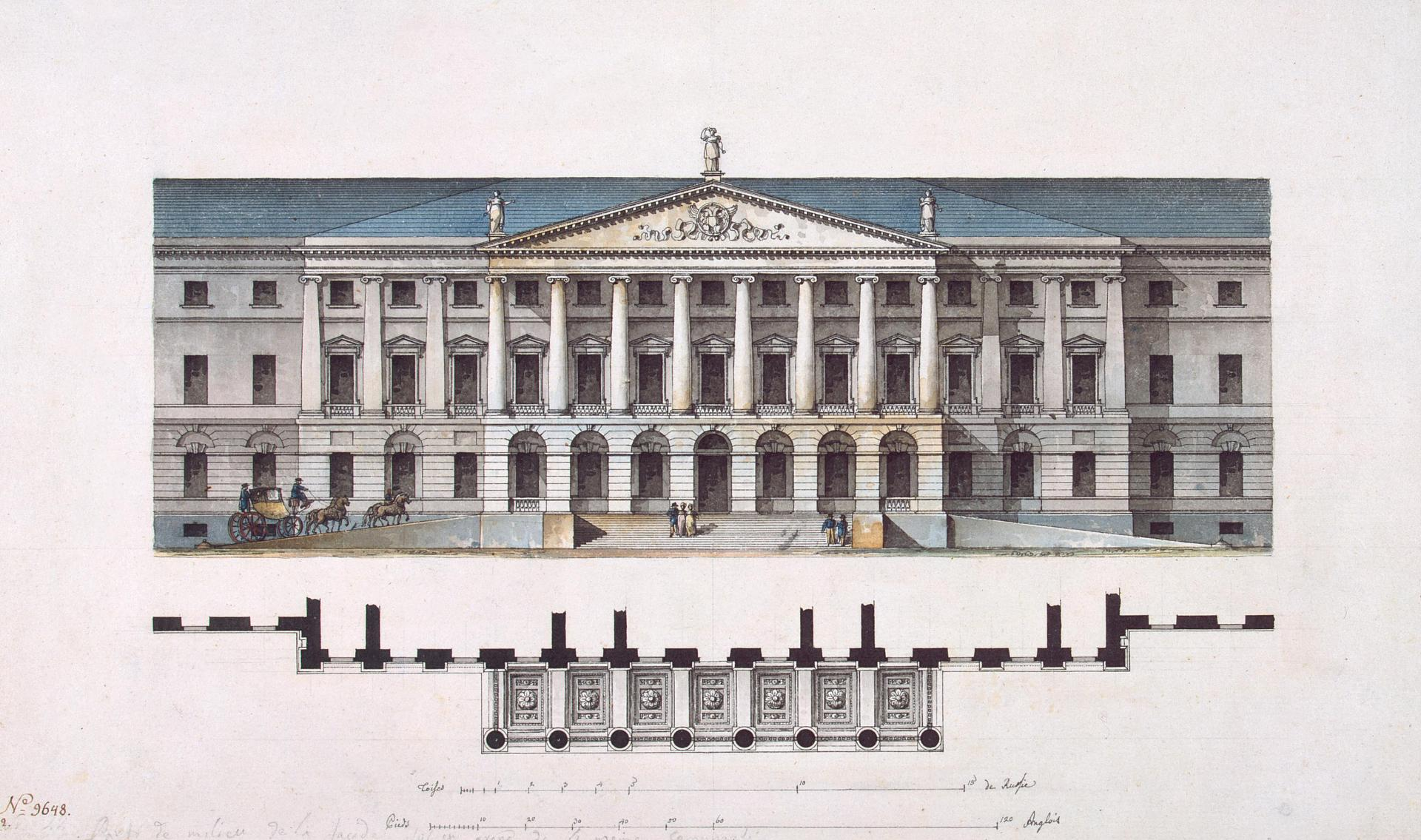
Фасад Смольного института (ок. 1806)

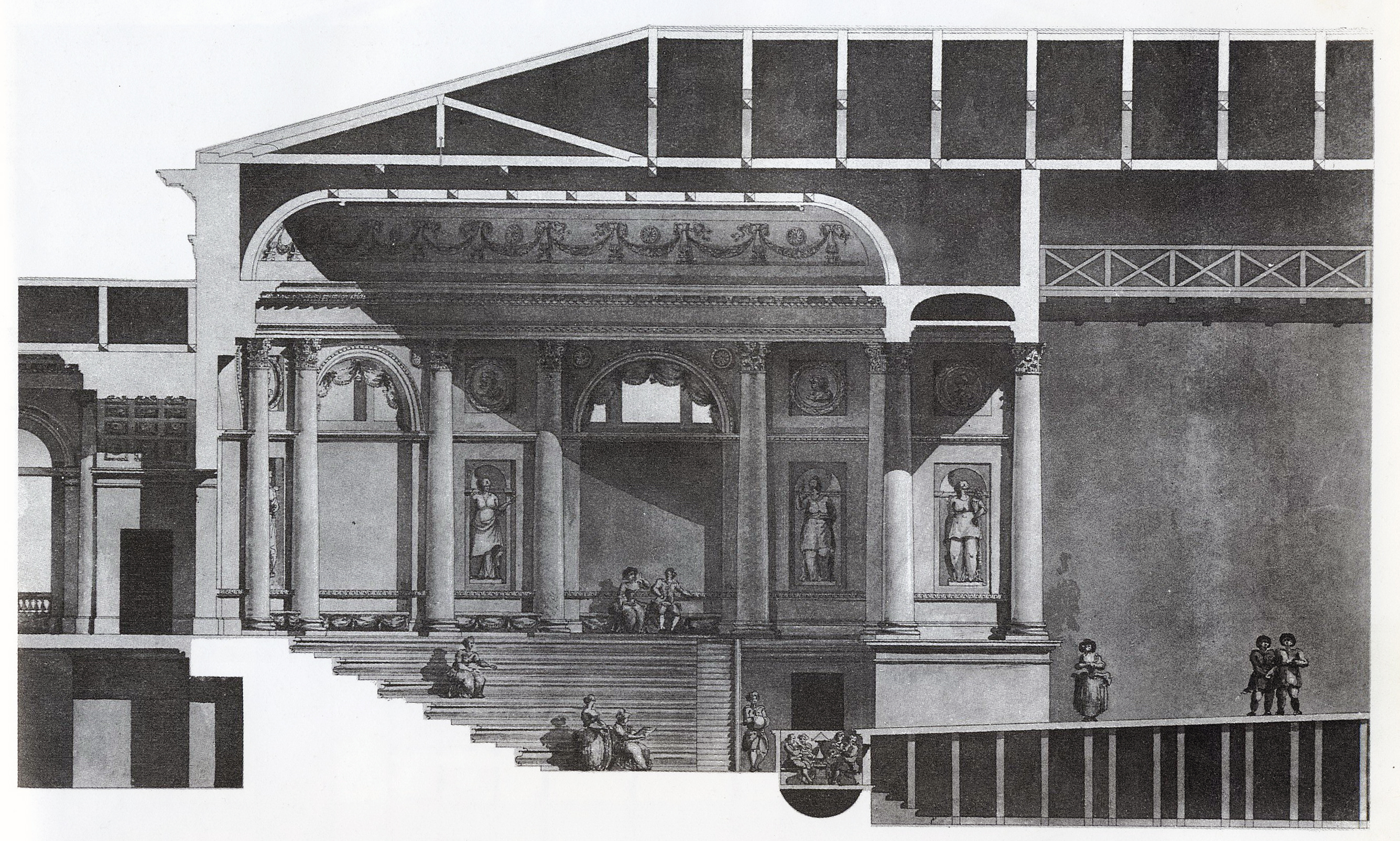
Проект зрительного зала Эрмитажного театра

### В Санкт-Петербурге
- 1781—1794 годы — Английский дворец в Петергофе (разрушен в 1942)
- 1783—1784 годы — усадьба «Кирьяново», дача Е. Р. Дашковой — пр. Стачек, 45;
- 1782—1784 годы — Смоленская церковь в Пулкове (разрушена в 1944)
- 1782—1788 годы — концертный зал в Царском Селе
- 1783—1785 годы — Академия наук — Университетская набережная, 5
- 1783—1787 годы — Эрмитажный театр — Дворцовая набережная, 32
- 1783—1799 годы — здание Ассигнационного банка — Садовая улица, 21
- 1788 — дом Салтыкова — Дворцовая набережная, 4
- 1789—1793 годы — дворец Юсуповых на Садовой улице — Садовая улица, 50-а
- 1790-е годы — Малый гостиный двор — улица Ломоносова, 2
- 1792—1796 годы — Александровский дворец в Царском Селе
- 1798—1800 годы — доходный дом Жеребцовой — Дворцовая набережная, 10
- 1798—1800 годы — Мальтийская капелла — входит в архитектурный комплекс Воронцовского дворца, пристроена к главному корпусу дворца со стороны сада
- 1800—1801 годы — Павловский дворец: жилые покои императрицы Марии Федоровны
- 1804—1807 годы — Екатерининский институт — набережная реки Фонтанки, 36
- 1804—1807 годы — Конногвардейский манеж — улица Якубовича, 1
- 1806—1808 годы — Смольный институт — Смольный проезд, 1
- 1814 год — деревянные Нарвские триумфальные ворота (позднее перестроены в камне и металле В. П. Стасовым)

Помимо пулковской, Кваренги иногда приписывают сходные по своему облику церкви Вознесенская в Фёдоровском посаде и Преображенская в Московской Славянке.
Также авторству Кваренги принадлежит ряд малых строений, например, не сохранившаяся Деревянная купальня в Екатерининском парке, Кухня-руина, павильон Концертный зал и другие.

### В Москве
- 1780 год — перестройка Екатерининского дворца в Лефортово
- 1786 год — торговые ряды на Красной площади (не сохранились)
- 1790—1805 годы — Старый гостиный двор — улица Варварка, 3
- 1803 год — Странноприимный дом (пересмотр частично реализованного проекта).

### В других регионах
- 1769-76 — Вардурское поместье[англ.] барона Арундела в графстве Уилтшир
- 1780—1790-е гг. — строительство крупного усадебного комплекса графа П. В. Завадовского в Ляличах (Брянская область)
- 1786—87 — Дом казённой палаты в Воронеже на Большой Дворянской улице
- 1786 — Присутственные места в Харькове на Соборной площади (не сохранились)
- 1791 — Спасо-Преображенский собор в Новгороде-Северском
- 1792 — саркофаг на могиле генерал-поручика В. А. Ангальт-Бернбург-Шаумбург-Хоймского в Выборге
- 1793—1812 годы — Ярмарочный дом, Курск, Коренная пустынь (не сохранился)
- 1817 год — рижская Колонна победы (приписывается, одно из последних творений мастера).

На основании сходства с типовыми палладианскими проектами из альбомов Кваренги ему приписывают ряд провинциальных усадеб, как то:
- дача Донаурова на берегу Жерновки (Ириновский проспект, 9);
- дворец-усадьба Шарлотты Карловны Ливен в Межотне (Мезоттене), Курляндия (1797—1801 годы);
- проект Хотенского поместья в Харьковской губернии (конец 1790-х, сохранились два флигеля).

## В Италии

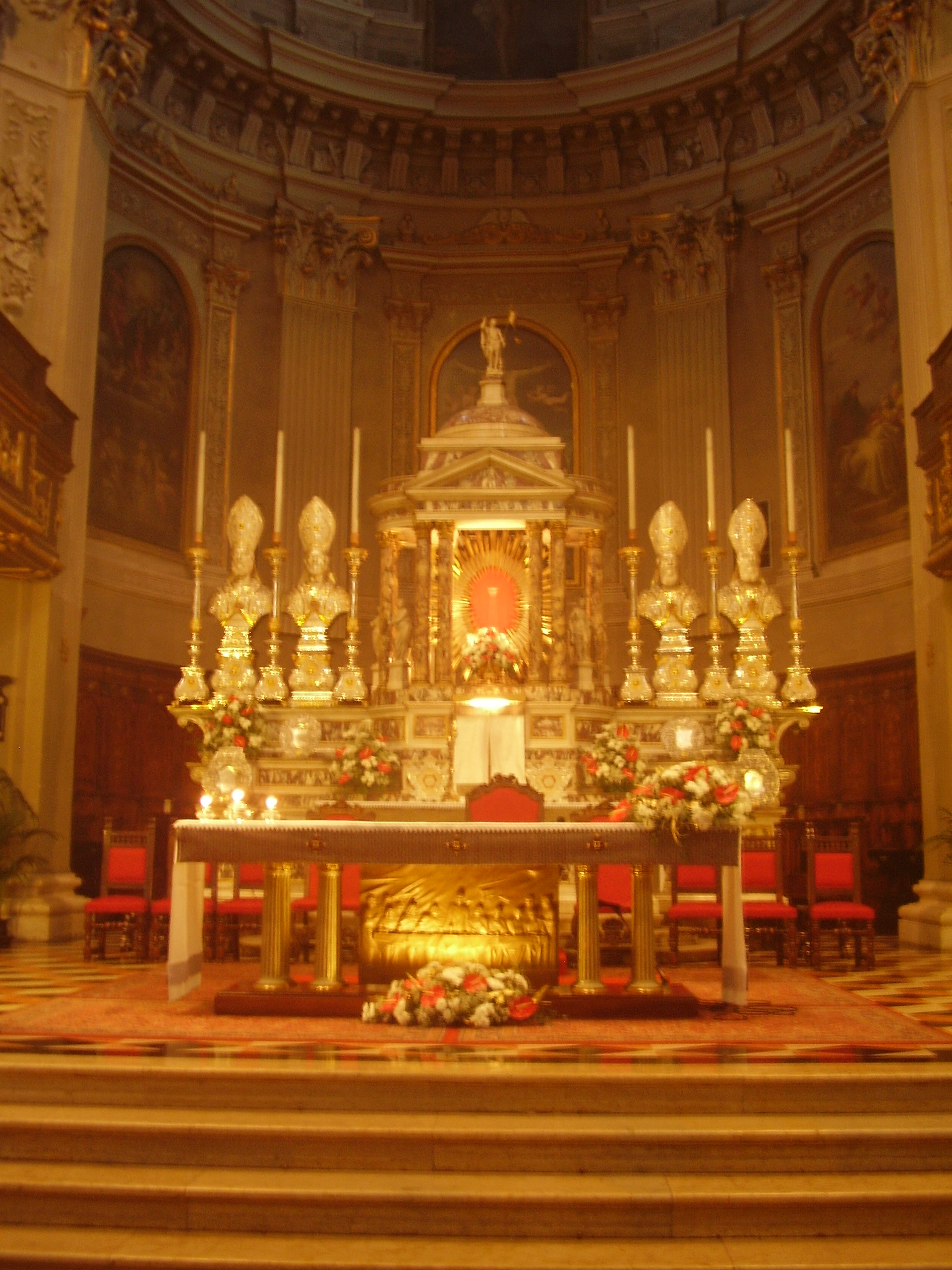
Главный алтарь в Сериате
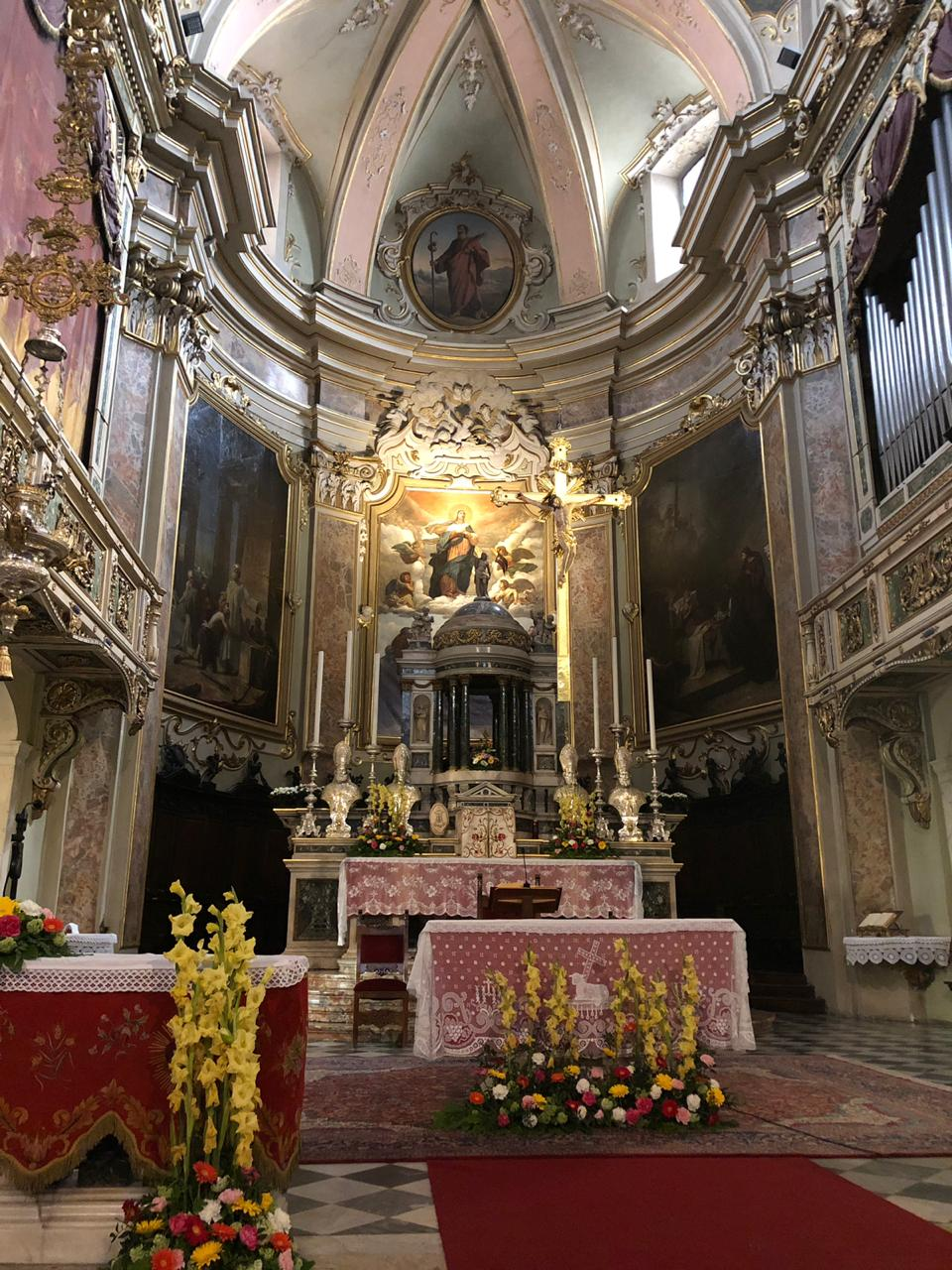
Главный алтарь в Романо ди Ломбардия

Среди немногих работ, осуществлённых Кваренги в Италии, — перестройка интерьера средневековой церкви Санта Сколастика (святой Схоластики в бенедиктинском аббатстве в Субиако близ Рима в 1769 году. Также по его проектам в Италии выполнены главные алтари приходских храмов: в честь Святейшего Искупителя в Сериате датируется 1775 годом и Успения Святой Марии и Святого Иакова в Романо-ди-Ломбардия между 1797 и 1799 годами.
Коллекция рисунков, писем, документов частного характера и др. артефактов (всего более 700 единиц хранения) имеется в муниципальной библиотеке «Angelo Mai» в Бергамо. Другие собрания бумаг Кваренги хранятся в миланском музее Кастелло Сфорцески и в Кабинете рисунков муниципального художественного собрания (Gabinetto dei Disegni delle Civiche Raccolte d’Arte) Милана.

## Память

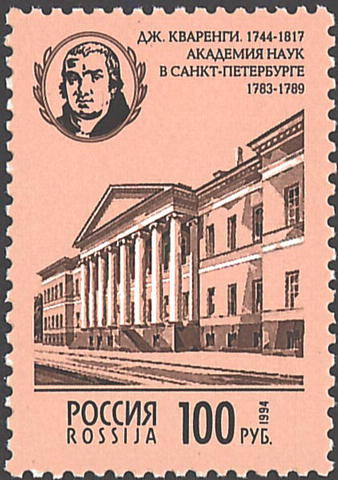
Почтовая марка Россия

В 1967 году, к 150-летию со дня смерти, установлен памятник-бюст Кваренги (скульптор Л. К. Лазарев), около здания б. Ассигнационного банка (ныне ФИНЭК) на Садовой ул., 21; тогда же установлена мемориальная доска на Дворцовой наб., 32 на доме, в котором жил Кваренги (архитектор В. Д. Попов)

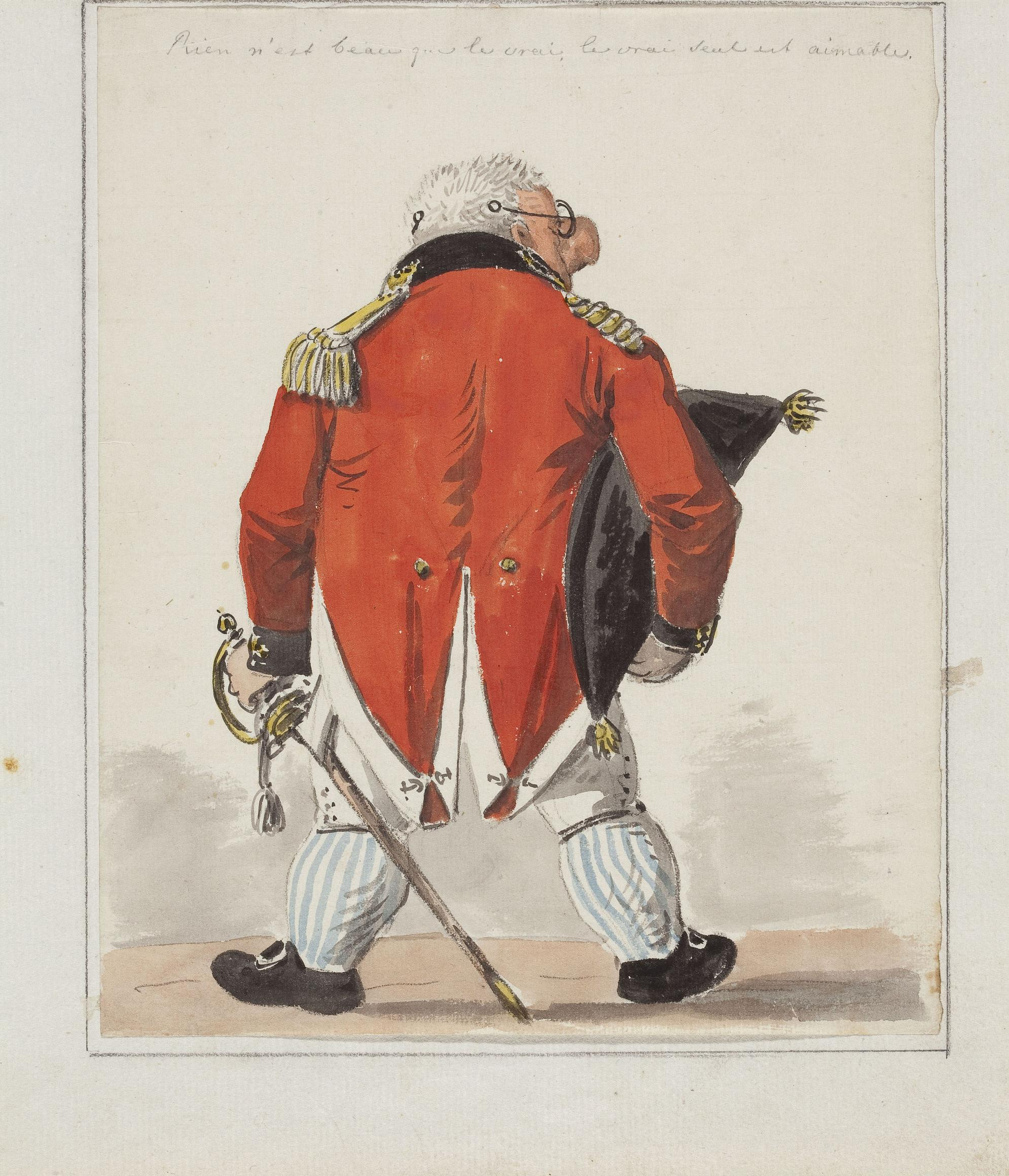
А. О. Орловский. Карикатура, изображающая Джакомо Кваренги

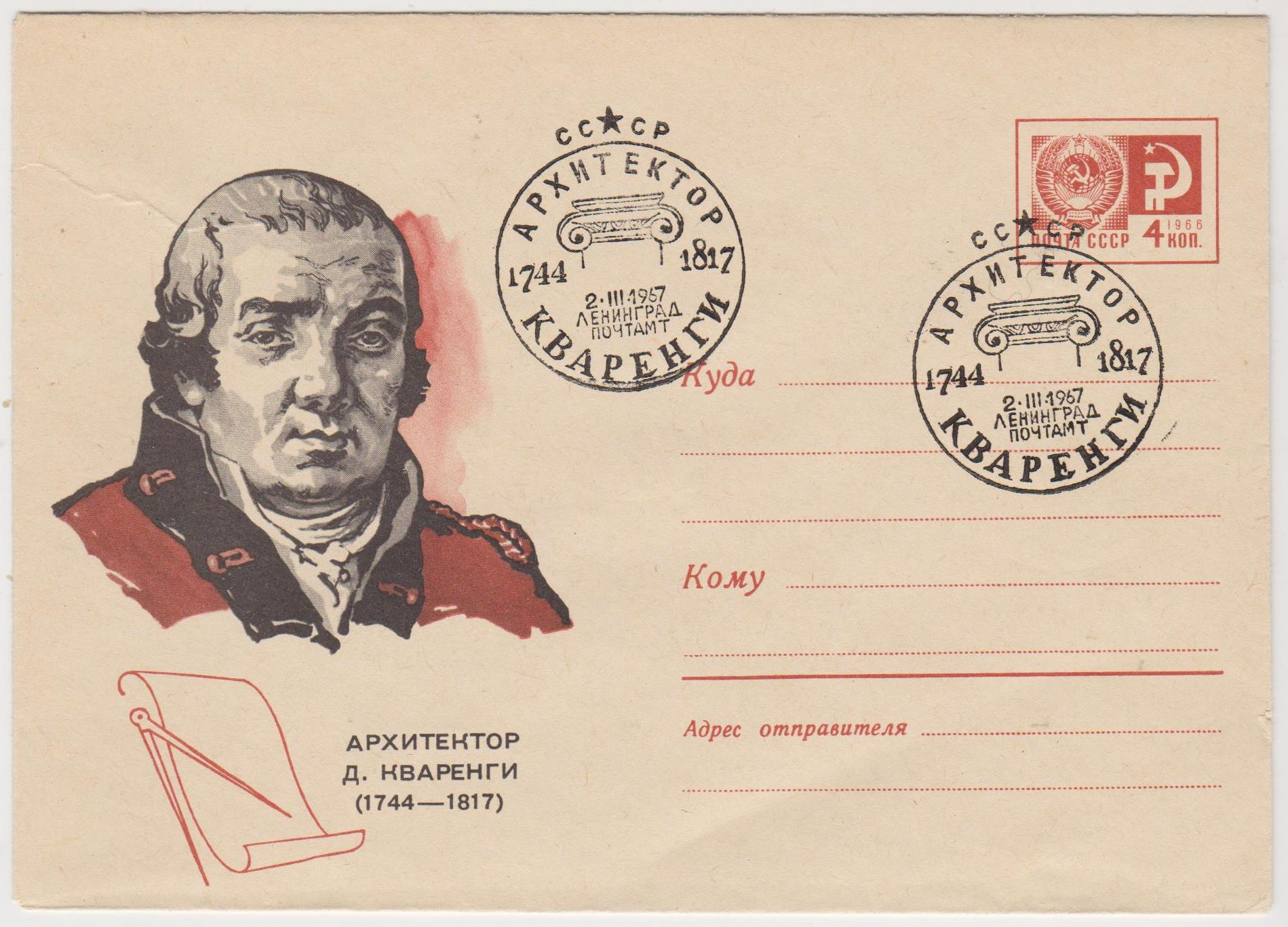
Почтовый конверт СССР

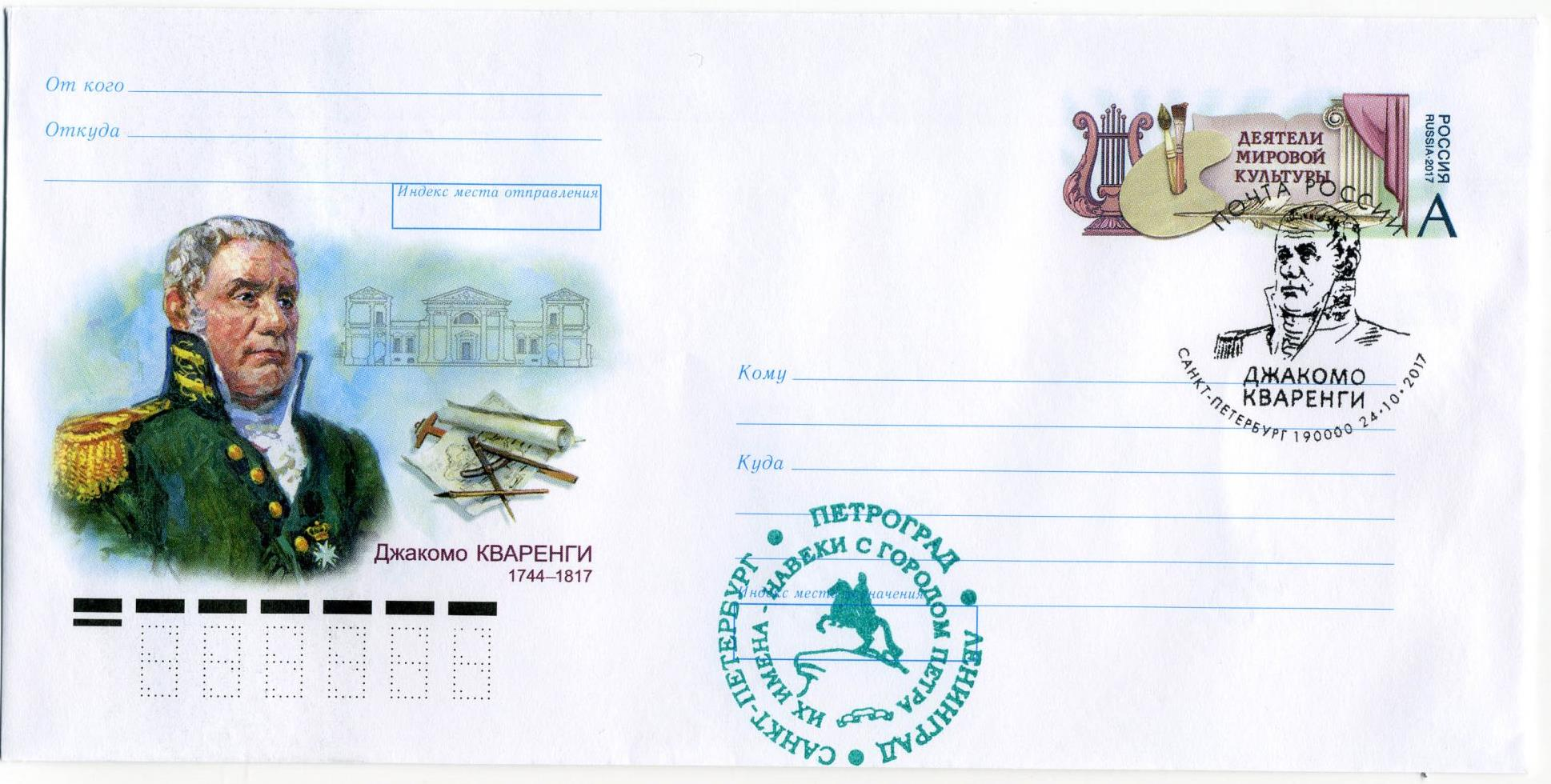
Почтовый конверт Россия

В 2003 г. к 300-летию Санкт-Петербурга установлены памятники итальянским архитекторам, в том числе Дж. Кваренги, на Манежной площади (скульптор В. Э. Горевой)
- В память об архитекторе названы улица в Бергамо и переулок в Санкт-Петербурге.
- В 1967 году, к 150-летию со дня смерти, выпущен почтовый художественный маркированный конверт.
- В 1994 году, к 250-летию со дня рождения, выпущена почтовая марка.
- В 2017 году, к 200-летию со дня смерти, выпущен почтовый художественный маркированный конверт тиражом 1 млн экз[22].